# Belik (Trawas)
Belik is een bestuurslaag in het regentschap Mojokerto van de provincie Oost-Java, Indonesië. Belik telt 1706 inwoners (volkstelling 2010).